# Ишин, Александр Яковлевич
Александр Яковлевич Ишин — советский хозяйственный и политический деятель.

## Биография
Родился в 1933 году в селе Сестры. Член КПСС с 1956 года.
Окончил Ташкентский горный техникум, Заочную ВПШ при ЦК КПСС.
В 1953—1955 гг. — военнослужащий Военно-Морского флота СССР.
В 1955—1960 гг. — техник угледобычи рудника «Пирамида» на Шпицбергена.
В 1960—1980 гг. — инженерный и руководящий работник предприятий угольной промышленности города Шахты, инструктор, секретарь, первый секретарь Артемовского райкома КПСС города Шахты.
В 1980—1991 гг. — первый секретарь Шахтинского горкома КПСС, председатель Шахтинского городского Совета народных депутатов.
Избирался народным депутатом СССР (1989—1991). Делегат XXVI и XXVII съездов КПСС.
Умер в 2013 году.

## Награды
- Орден Октябрьской Революции (02.03.1981)
- Орден Знак Почёта (1976)